# Мариця (заказник)
Мари́ця — ботанічний заказник місцевого значення в Україні. Об'єкт природно-заповідного фонду Сумської області. 
Розташований у межах Путивльського району Сумської області, на захід від села Волокитине. 

## Опис
Площа 14,2 га. Оголошено територією ПЗФ 31.12.1980 року. Перебуває у віданні ДП «Кролевецьке лісомисливське господарство» (Ярославецьке л-во, кв. 48, діл. 1, 5). 
Зростають кленово-липово-дубові та липово-дубові ліси. У трав'яному покриві домінують зірочник лісовий та осока волосиста, а типовими видами є переліска багаторічна, розхідник шорсткий, ряст ущільнений, медунка темна, герань Робертова, дзвоники широколисті, щитники чоловічий і шартрський, безщитник жіночий, пухирник ламкий та ін. 
Належить до лісового фонду ДЛМГ «Кролевецьке», на межі з Кролевецьким районом. Під час Другої світової війни тут базувався партизанський загін під проводом С. А. Ковпака. 
Перебуває у складі регіонального ландшафтного парку «Сеймський».